# Okcident
Okcident je izraz koji dolazi od latinske riječi occidens koja znači zapad, a rabi se se za opisivanje Zapadnog svijeta, odnosno kultura i zemalja zapadno Europskog kontinenta. To je tradicionalni naziv za sve što pripada Zapadnom svijetu u odnosu na Europu. 
Nasuprotnica ili antonim je pravoslavni i islamski istok ili Orijent.